# Ource
Ource é um rio localizado na França.